# Toni Geiling
Toni Geiling (* 1975 in Hildburghausen) ist ein deutscher Komponist, Liedermacher und Violinist.
Er wuchs in Köthen auf, wo er mit neun Jahren begann Violine zu erlernen. Seine Jugendjahre verbrachte er in Halle (Saale). Nach dem Abitur 1994 spielte er zunächst an der Seite des irischen Liedermachers Tony Small als Geiger in Irland. In Australien gründete er 1997 gemeinsam mit dortigen Musikerinnen und Musikern das „New Acoustic Collective“. 2001 wurde Toni Geiling auf dem Tanz&FolkFest in Rudolstadt mit dem Deutschen Folkpreis geehrt. Im selben Jahr gründete er das Label New Acoustic Collective. 2004 produzierte er das Projekt „Voyage – eine musikalische Weltreise“, das mit Unterstützung des Kultusministeriums des Landes Sachsen-Anhalt Konzerte an Grund- und Sonderschulen mit internationalen Besetzungen durchführte.
Toni Geiling schreibt Lieder in deutscher oder englischer Sprache, folkloristische Fiddle tunes aber auch klassische Werke, z. B. Streichquartette. Toni Geiling ist auch Kinderliedermacher und gehört zu den Preisträgern des deutschen Kinderliederpreises der Nürnberger Nachrichten 2006 und zu den Kulturpreisträgern der Stadt Feldkirch/Österreich 2007. Sein Lied „Windgeister“ gewann im selben Jahr beim Kinderliederwettbewerb der WDR KinderLiederWelt. Die CD „Gedanken wollen fliegen“ ist mit dem Medienpreis LEOPOLD 2007/2008 „Gute Musik für Kinder“ des Verbandes deutscher Musikschulen in Zusammenarbeit mit dem Bundesfamilienministerium und dem WDR ausgezeichnet worden.

## Instrumente
- Violine
- Gitarre
- Maultrommel
- Singende Säge
- Klavier
- Viola

## Diskographie
- 1997 „Luni on Holiday“ (Tim Drum)
- 1998 „New Acoustic Collective 1“
- 2001 „sun apple tree moon bumble bee“ (New Acoustic Collective)
- 2003 „Abendlieder“ (New Acoustic Collective)
- 2005 „Seldom Sober Company: Just a little drizzle“ (New Acoustic Collective)
- 2006 „Gedanken wollen fliegen“ Toni Geiling Kinderlieder (New Acoustic Collective) (Leopold-Medienpreis)
- 2008 „Seldom Sober Company: YeeHa“ (New Acoustic Collective)
- 2010 „Reise nach Irgendwo“ Toni Geiling Kinderlieder (New Acoustic Collective)
- 2011 „Das Spiel“ (New Acoustic Collective)
- 2011 „Ohren dran aus grüner Knete“ (Sauerländer Audio)
- 2012 „Seldom Sober Company: Music From The Barnyards“ (New Acoustic Collective)
- 2014 „Continental Drift. SandersAlleyGeiling“ (New Acoustic Collective)
- 2014 „In der Wolkenfabrik. Toni Geiling & das Wolkenorchester“ (New Acoustic Collective)
- 2019 „Die Nacktschnecke. Lieder für Erwachsene“